# WTA-toernooi van Japan
Het WTA-toernooi van Japan is een jaarlijks tennistoernooi voor vrouwen dat sinds 1973 werd georganiseerd in de Japanse hoofdstad Tokio. In de jaren 2009 tot en met 2014 werd het toernooi in Osaka gehouden. In 2018 en 2019 was Hiroshima de plaats van handeling. Na een coronastop (2020–2022) is het toernooi in 2023 terug in Osaka. De officiële naam van het toernooi is Japan (Women's) Open.
De WTA organiseert het toernooi, dat sinds 1982 werd gespeeld op hardcourt in de open lucht en dat van 1993 tot en met 2008 tot de categorie "Tier III" behoorde. Sinds 2009 valt het toernooi in de categorie "International"/WTA 250.
Tot en met 2008 werd tegelijkertijd door de mannen gespeeld op het ATP-toernooi van Tokio.
Nadat dit toernooi tot en met 2008 in Tokio was gespeeld, werd vanaf 2009 (alleen voor de vrouwen) in Osaka een opvolger gestart. Het ATP-toernooi van Tokio bleef in Tokio, en wordt sindsdien gecombineerd met het "Premier"-toernooi van Tokio dat in 2008 was verplaatst van januari/februari naar september/oktober. In 2015 werd het "International"-toernooi vanuit Osaka terug verhuisd naar Tokio. Beide vrouwentoernooien werden in de periode 2015–2017 in twee aaneensluitende weken gespeeld, op hetzelfde Ariake Tennis Forest Park. In 2018 verhuisde het toernooi naar Hiroshima en in 2023 weer naar Osaka.

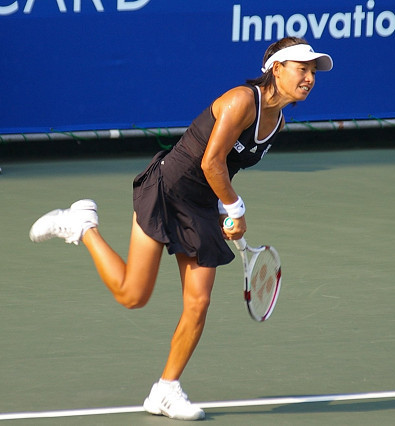
Kimiko Date won het toernooi vier keer, in de negentiger jaren van de twintigste eeuw

## Plaats van handeling
| 1973–2008  | Tokio     |
| 2009–2014  | Osaka     |
| 2015–2017  | Tokio     |
| 2018–2019  | Hiroshima |
| 2023–heden | Osaka     |

## Officiële toernooinamen
Het toernooi heeft meerdere namen gekend, afhankelijk van de hoofdsponsor:
| 1973–1976  | Japan Open                 |
| 1979–1980  | Hit Union Japan Open       |
| 1981–1986  | Japan Open                 |
| 1987–1993  | Suntory Japan Open         |
| 1994–2000  | Japan Open                 |
| 2001–2008  | AIG Japan open             |
| 2009–2013  | HP Japan open              |
| 2014–2019  | Japan Women's Open         |
| 2023–heden | Kinoshita Group Japan Open |

## Meervoudig winnaressen enkelspel
| speelster       | aantal titels | in de jaren      |
| --------------- | ------------- | ---------------- |
| Kimiko Date     | 4             | 1992–1994, 1996  |
| Samantha Stosur | 3             | 2009, 2013, 2014 |
| Amy Frazier     | 2             | 1995, 1999       |
| Ai Sugiyama     | 2             | 1997, 1998       |
| Maria Sjarapova | 2             | 2003, 2004       |
| Marion Bartoli  | 2             | 2006, 2011       |

## Enkel- en dubbelspeltitel in één jaar
| speelster            | in het jaar |
| -------------------- | ----------- |
| Kazuko Sawamatsu     | 1975        |
| Betsy Nagelsen       | 1979        |
| Kimiko Date          | 1996        |
| Julie Halard-Decugis | 2000        |
| Maria Sjarapova      | 2003        |
| Nao Hibino           | 2019        |

## Finales

### Enkelspel
| Datum      | Naam                                       | Cat.                                       | ($)                                        | Ondergrond                                 | Winnares                                   | Verliezend finaliste                       | Uitslag                                    |                                            |
| ---------- | ------------------------------------------ | ------------------------------------------ | ------------------------------------------ | ------------------------------------------ | ------------------------------------------ | ------------------------------------------ | ------------------------------------------ | ------------------------------------------ |
| 1973-11-12 | Japan Open                                 |                                            |                                            | tapijt, binnen                             | Evonne Goolagong                           | Helga Masthoff                             | 6-3, 6-4                                   | details                                    |
| 1974-10-07 | Japan Open                                 |                                            |                                            | tapijt, binnen                             | Maria Bueno                                | Katja Ebbinghaus                           | 3-6, 6-4, 6-3                              | details                                    |
| 1975-11-03 | Japan Open                                 |                                            |                                            | tapijt, binnen                             | Kazuko Sawamatsu                           | Ann Kiyomura                               | 6-2, 3-6, 6-1                              | details                                    |
| 1976-11-01 | Japan Open                                 |                                            |                                            | tapijt, binnen                             | Wendy Turnbull                             | Michèle Gurdal                             | 6-1, 6-1                                   | details                                    |
| 1977-1978  | niet georganiseerd                         | niet georganiseerd                         | niet georganiseerd                         | niet georganiseerd                         | niet georganiseerd                         | niet georganiseerd                         | niet georganiseerd                         | niet georganiseerd                         |
| 1979-10-22 | Hit Union Japan Open                       |                                            | 35.000                                     | tapijt, binnen                             | Betsy Nagelsen                             | Naoko Satō                                 | 6-1, 3-6, 6-3                              | details                                    |
| 1980-10-20 | Hit Union Japan Open                       |                                            | 50.000                                     | hardcourt, buiten                          | Mariana Simionescu                         | Nerida Gregory                             | 6-4, 6-4                                   | details                                    |
| 1981-10-19 | Japan Open                                 |                                            | 50.000                                     | hardcourt, buiten                          | Marie Pinterova                            | Pam Casale                                 | 2-6, 6-4, 6-1                              | details                                    |
| 1982-10-18 | Japan Open                                 |                                            | 50.000                                     | hardcourt, buiten                          | Laura Arraya                               | Pilar Vásquez                              | 3-6, 6-4, 6-0                              | details                                    |
| 1983-10-17 | Japan Asian Open                           |                                            | 50.000                                     | hardcourt, buiten                          | Etsuko Inoue                               | Shelley Solomon                            | 7-5, 6-1                                   | details                                    |
| 1984-10-08 | Japan Open                                 |                                            | 50.000                                     | hardcourt, buiten                          | Lilian Drescher                            | Shawn Foltz                                | 6-4, 6-2                                   | details                                    |
| 1985-10-14 | Japan Open                                 |                                            | 50.000                                     | hardcourt, buiten                          | Gabriela Sabatini                          | Linda Gates                                | 6-3, 6-4                                   | details                                    |
| 1986-10-13 | Japan Open                                 |                                            | 50.000                                     | hardcourt, buiten                          | Helen Kelesi                               | Bettina Fulco-Villella                     | 6-2, 6-2                                   | details                                    |
| 1987-04-14 | Suntory Japan Open                         | Tier V                                     | 75.000                                     | hardcourt, buiten                          | Katerina Maleeva                           | Barbara Gerken                             | 6-2, 6-3                                   | details                                    |
| 1988-04-12 | Suntory Japan Open                         | Tier V                                     | 100.000                                    | hardcourt, buiten                          | Patty Fendick                              | Stephanie Rehe                             | 6-3, 7-5                                   | details                                    |
| 1989-04-17 | Suntory Japan Open                         | Tier V                                     | 100.000                                    | hardcourt, buiten                          | Kumiko Okamoto                             | Elizabeth Smylie                           | 6-4, 6-2                                   | details                                    |
| 1990-04-09 | Suntory Japan Open                         | Tier IV                                    | 150.000                                    | hardcourt, buiten                          | Catarina Lindqvist                         | Elizabeth Smylie                           | 6-3, 6-2                                   | details                                    |
| 1991-04-08 | Suntory Japan Open                         | Tier IV                                    | 150.000                                    | hardcourt, buiten                          | Lori McNeil                                | Sabine Appelmans                           | 2-6, 6-2, 6-1                              | details                                    |
| 1992-04-06 | Suntory Japan Open                         | Tier IV                                    | 150.000                                    | hardcourt, buiten                          | Kimiko Date                                | Sabine Appelmans                           | 7-5, 3-6, 6-3                              | details                                    |
| 1993-04-05 | Suntory Japan Open                         | Tier III                                   | 150.000                                    | hardcourt, buiten                          | Kimiko Date                                | Stephanie Rottier                          | 6-1, 6-3                                   | details                                    |
| 1994-04-04 | Japan Open                                 | Tier III                                   | 150.000                                    | hardcourt, buiten                          | Kimiko Date                                | Amy Frazier                                | 7-5, 6-0                                   | details                                    |
| 1995-04-10 | Japan Open                                 | Tier III                                   | 161.250                                    | hardcourt, buiten                          | Amy Frazier                                | Kimiko Date                                | 7-6, 7-5                                   | details                                    |
| 1996-04-15 | Japan Open                                 | Tier III                                   | 164.250                                    | hardcourt, buiten                          | Kimiko Date                                | Amy Frazier                                | 7-5, 6-4                                   | details                                    |
| 1997-04-14 | Japan Open                                 | Tier III                                   | 164.250                                    | hardcourt, buiten                          | Ai Sugiyama                                | Amy Frazier                                | 4-6, 6-4, 6-4                              | details                                    |
| 1998-04-13 | Japan Open                                 | Tier III                                   | 164.250                                    | hardcourt, buiten                          | Ai Sugiyama                                | Corina Morariu                             | 6-3, 6-3                                   | details                                    |
| 1999-04-12 | Japan Open                                 | Tier III                                   | 180.000                                    | hardcourt, buiten                          | Amy Frazier                                | Ai Sugiyama                                | 6-2, 6-2                                   | details                                    |
| 2000-10-09 | Japan Open                                 | Tier III                                   | 170.000                                    | hardcourt, buiten                          | Julie Halard-Decugis                       | Amy Frazier                                | 5-7, 7-5, 6-4                              | details                                    |
| 2001-10-01 | AIG Japan Open                             | Tier III                                   | 170.000                                    | hardcourt, buiten                          | Monica Seles                               | Tamarine Tanasugarn                        | 6-3, 6-2                                   | details                                    |
| 2002-09-30 | AIG Japan Open                             | Tier III                                   | 170.000                                    | hardcourt, buiten                          | Jill Craybas                               | Silvija Talaja                             | 2-6, 6-4, 6-4                              | details                                    |
| 2003-09-29 | AIG Japan Open                             | Tier III                                   | 170.000                                    | hardcourt, buiten                          | Maria Sjarapova                            | Anikó Kapros                               | 2-6, 6-2, 7-6                              | details                                    |
| 2004-10-04 | AIG Japan Open                             | Tier III                                   | 170.000                                    | hardcourt, buiten                          | Maria Sjarapova                            | Mashona Washington                         | 6-0, 6-1                                   | details                                    |
| 2005-10-03 | AIG Japan Open                             | Tier III                                   | 170.000                                    | hardcourt, buiten                          | Nicole Vaidišová                           | Tatiana Golovin                            | 7-6, 3-2, opg.                             | details                                    |
| 2006-10-02 | AIG Japan Open                             | Tier III                                   | 175.000                                    | hardcourt, buiten                          | Marion Bartoli                             | Aiko Nakamura                              | 2-6, 6-2, 6-2                              | details                                    |
| 2007-10-01 | AIG Japan Open                             | Tier III                                   | 175.000                                    | hardcourt, buiten                          | Virginie Razzano                           | Venus Williams                             | 4-6, 7-6, 6-4                              | details                                    |
| 2008-09-29 | AIG Japan Open                             | Tier III                                   | 175.000                                    | hardcourt, buiten                          | Caroline Wozniacki                         | Kaia Kanepi                                | 6-2, 3-6, 6-1                              | details                                    |
| 2009-10-12 | HP Japan Open (O)                          | International                              | 220.000                                    | hardcourt, buiten                          | Samantha Stosur                            | Francesca Schiavone                        | 7-5, 6-1                                   | details                                    |
| 2010-10-11 | HP Japan Open (O)                          | International                              | 220.000                                    | hardcourt, buiten                          | Tamarine Tanasugarn                        | Kimiko Date-Krumm                          | 7-5, 6-7, 6-1                              | details                                    |
| 2011-10-10 | HP Japan Open (O)                          | International                              | 220.000                                    | hardcourt, buiten                          | Marion Bartoli                             | Samantha Stosur                            | 6-3, 6-1                                   | details                                    |
| 2012-10-08 | HP Japan Open (O)                          | International                              | 220.000                                    | hardcourt, buiten                          | Heather Watson                             | Chang Kai-chen                             | 7-5, 5-7, 7-6                              | details                                    |
| 2013-10-07 | HP Japan Open (O)                          | International                              | 235.000                                    | hardcourt, buiten                          | Samantha Stosur                            | Eugenie Bouchard                           | 3-6, 7-5, 6-2                              | details                                    |
| 2014-10-06 | Japan Women's Open (O)                     | International                              | 250.000                                    | hardcourt, buiten                          | Samantha Stosur                            | Zarina Diyas                               | 7-6, 6-3                                   | details                                    |
| 2015-09-14 | Japan Women's Open                         | International                              | 250.000                                    | hardcourt, buiten                          | Yanina Wickmayer                           | Magda Linette                              | 4-6, 6-3, 6-3                              | details                                    |
| 2016-09-12 | Japan Women's Open                         | International                              | 250.000                                    | hardcourt, buiten                          | Christina McHale                           | Kateřina Siniaková                         | 3-6, 6-4, 6-4                              | details                                    |
| 2017-09-11 | Japan Women's Open                         | International                              | 250.000                                    | hardcourt, buiten                          | Zarina Diyas                               | Miyu Kato                                  | 6-2, 7-5                                   | details                                    |
| 2018-09-10 | Japan Women's Open (H)                     | International                              | 250.000                                    | hardcourt, buiten                          | Hsieh Su-wei                               | Amanda Anisimova                           | 6-2, 6-2                                   | details                                    |
| 2019-09-09 | Japan Women's Open (H)                     | International                              | 250.000                                    | hardcourt, buiten                          | Nao Hibino                                 | Misaki Doi                                 | 6-3, 6-2                                   | details                                    |
| 2020–2022  | toernooi geannuleerd wegens coronapandemie | toernooi geannuleerd wegens coronapandemie | toernooi geannuleerd wegens coronapandemie | toernooi geannuleerd wegens coronapandemie | toernooi geannuleerd wegens coronapandemie | toernooi geannuleerd wegens coronapandemie | toernooi geannuleerd wegens coronapandemie | toernooi geannuleerd wegens coronapandemie |
| 2023-09-11 | Kinoshita Group Japan Open (O)             | WTA 250                                    | 259.303                                    | hardcourt, buiten                          | Ashlyn Krueger                             | Zhu Lin                                    | 6-3, 7-6                                   | details                                    |
| 2024-10-14 | Kinoshita Group Japan Open (O)             | WTA 250                                    | 267.082                                    | hardcourt, buiten                          | Suzan Lamens                               | Kimberly Birrell                           | 6-0, 6-4                                   | details                                    |

(O) = Osaka; (H) = Hiroshima

### Dubbelspel
| Datum      | Naam                                       | Cat.                                       | ($)                                        | Ondergrond                                 | Winnaressen                                | Verliezend finalistes                        | Uitslag                                    |                                            |
| ---------- | ------------------------------------------ | ------------------------------------------ | ------------------------------------------ | ------------------------------------------ | ------------------------------------------ | -------------------------------------------- | ------------------------------------------ | ------------------------------------------ |
| 1974-10-07 | Japan Open                                 |                                            |                                            | tapijt, binnen                             | Ann Kiyomura Kazuko Sawamatsu              | Kimiyo Yagahara Janet Young                  | 4-6, 6-4, 6-0                              | details                                    |
| 1975-11-03 | Japan Open                                 |                                            |                                            | tapijt, binnen                             | Ann Kiyomura Kazuko Sawamatsu              | Kayoko Fukuoka Kiyoko Nomura                 | 6-2, 6-2                                   | details                                    |
| 1976-1978  | niet georganiseerd                         | niet georganiseerd                         | niet georganiseerd                         | niet georganiseerd                         | niet georganiseerd                         | niet georganiseerd                           | niet georganiseerd                         | niet georganiseerd                         |
| 1979-10-22 | Hit Union Japan Open                       |                                            | 35.000                                     | tapijt, binnen                             | Betsy Nagelsen Penny Johnson               | Yu Li-Qiao Chen Chuan                        | 3-6, 6-4, 7-6                              | details                                    |
| 1980-10-20 | Hit Union Japan Open                       |                                            | 50.000                                     | hardcourt, buiten                          | Dana Gilbert Mareen Louie                  | Nerida Gregory Marie Pinterova               | 7-5, 7-6                                   | details                                    |
| 1981-10-19 | Japan Open                                 |                                            | 50.000                                     | hardcourt, buiten                          | Cláudia Monteiro Patricia Medrado          | Barbara Jordan Roberta McCallum              | 6-3, 3-6, 6-2                              | details                                    |
| 1982-10-18 | Japan Open                                 |                                            | 50.000                                     | hardcourt, buiten                          | Laura duPont Barbara Jordan                | Naoko Satō Brenda Remilton                   | 6-2, 6-7, 6-1                              | details                                    |
| 1983-10-17 | Japan Asian Open                           |                                            | 50.000                                     | hardcourt, buiten                          | Chris O'Neil Pam Whytcross                 | Helena Manset Micki Schillig                 | 6-3, 7-5                                   | details                                    |
| 1984-10-08 | Japan Open                                 |                                            | 50.000                                     | hardcourt, buiten                          | Betsy Nagelsen Candy Reynolds              | Emilse Raponi Adriana Villagrán              | 6-3, 6-2                                   | details                                    |
| 1985-10-14 | Japan Open                                 |                                            | 50.000                                     | hardcourt, buiten                          | Belinda Cordwell Julie Richardson          | Laura Gildemeister Beth Herr                 | 6-4, 6-4                                   | details                                    |
| 1986-10-13 | Japan Open                                 |                                            | 50.000                                     | hardcourt, buiten                          | Sandy Collins Sharon Walsh-Pete            | Susan Mascarin Betsy Nagelsen                | 6-1, 6-2                                   | details                                    |
| 1987-04-14 | Suntory Japan Open                         | Tier V                                     | 75.000                                     | hardcourt, buiten                          | Kathy Jordan Betsy Nagelsen                | Sandy Collins Sharon Walsh                   | 6-3, 7-5                                   | details                                    |
| 1988-04-12 | Suntory Japan Open                         | Tier V                                     | 100.000                                    | hardcourt, buiten                          | Gigi Fernández Robin White                 | Lea Antonoplis Barbara Gerken                | 6-1, 6-4                                   | details                                    |
| 1989-04-17 | Suntory Japan Open                         | Tier V                                     | 100.000                                    | hardcourt, buiten                          | Jill Hetherington Elizabeth Smylie         | Ann Henricksson Beth Herr                    | 6-1, 6-3                                   | details                                    |
| 1990-04-09 | Suntory Japan Open                         | Tier IV                                    | 150.000                                    | hardcourt, buiten                          | Kathy Jordan Elizabeth Smylie              | Hu Na Michelle Jaggard                       | 6-0, 3-6, 6-1                              | details                                    |
| 1991-04-08 | Suntory Japan Open                         | Tier IV                                    | 150.000                                    | hardcourt, buiten                          | Amy Frazier Maya Kidowaki                  | Yone Kamio Akiko Kijimuta                    | 6-2, 6-4                                   | details                                    |
| 1992-04-06 | Suntory Japan Open                         | Tier IV                                    | 150.000                                    | hardcourt, buiten                          | Amy Frazier Rika Hiraki                    | Kimiko Date Stephanie Rehe                   | 5-7, 7-6, 6-0                              | details                                    |
| 1993-04-05 | Suntory Japan Open                         | Tier III                                   | 150.000                                    | hardcourt, buiten                          | Ei Iida Maya Kidowaki                      | Li Fang Kyōko Nagatsuka                      | 6-2, 4-6, 6-4                              | details                                    |
| 1994-04-04 | Japan Open                                 | Tier III                                   | 150.000                                    | hardcourt, buiten                          | Mami Donoshiro Ai Sugiyama                 | Yayuk Basuki Nana Miyagi                     | 6-4, 6-1                                   | details                                    |
| 1995-04-10 | Japan Open                                 | Tier III                                   | 161.250                                    | hardcourt, buiten                          | Miho Saeki Yuka Yoshida                    | Kyōko Nagatsuka Ai Sugiyama                  | 6-7, 6-4, 7-6                              | details                                    |
| 1996-04-15 | Japan Open                                 | Tier III                                   | 164.250                                    | hardcourt, buiten                          | Kimiko Date Ai Sugiyama                    | Amy Frazier Kimberly Po                      | 7-6, 6-7, 6-3                              | details                                    |
| 1997-04-14 | Japan Open                                 | Tier III                                   | 164.250                                    | hardcourt, buiten                          | Alexia Dechaume Rika Hiraki                | Kerry-Anne Guse Corina Morariu               | 6-4, 6-2                                   | details                                    |
| 1998-04-13 | Japan Open                                 | Tier III                                   | 164.250                                    | hardcourt, buiten                          | Naoko Kijimuta Nana Miyagi                 | Amy Frazier Rika Hiraki                      | 6-3, 4-6, 6-4                              | details                                    |
| 1999-04-12 | Japan Open                                 | Tier III                                   | 180.000                                    | hardcourt, buiten                          | Corina Morariu Kimberly Po                 | Catherine Barclay Kerry-Anne Guse            | 6-3, 6-2                                   | details                                    |
| 2000-10-09 | Japan Open                                 | Tier III                                   | 170.000                                    | hardcourt, buiten                          | Julie Halard-Decugis Corina Morariu        | Tina Križan Katarina Srebotnik               | 6-1, 6-2                                   | details                                    |
| 2001-10-01 | AIG Japan Open                             | Tier III                                   | 170.000                                    | hardcourt, buiten                          | Liezel Huber Rachel McQuillan              | Janet Lee Wynne Prakusya                     | 6-2, 6-0                                   | details                                    |
| 2002-09-30 | AIG Japan Open                             | Tier III                                   | 170.000                                    | hardcourt, buiten                          | Shinobu Asagoe Nana Miyagi                 | Svetlana Koeznetsova Arantxa Sánchez Vicario | 6-4, 4-6, 6-4                              | details                                    |
| 2003-09-29 | AIG Japan Open                             | Tier III                                   | 170.000                                    | hardcourt, buiten                          | Maria Sjarapova Tamarine Tanasugarn        | Ansley Cargill Ashley Harkleroad             | 7-6, 6-0                                   | details                                    |
| 2004-10-04 | AIG Japan Open                             | Tier III                                   | 170.000                                    | hardcourt, buiten                          | Shinobu Asagoe Katarina Srebotnik          | Jennifer Hopkins Mashona Washington          | 6-1, 6-4                                   | details                                    |
| 2005-10-03 | AIG Japan Open                             | Tier III                                   | 170.000                                    | hardcourt, buiten                          | Gisela Dulko Maria Kirilenko               | Shinobu Asagoe María Vento-Kabchi            | 7-5, 4-6, 6-3                              | details                                    |
| 2006-10-02 | AIG Japan Open                             | Tier III                                   | 175.000                                    | hardcourt, buiten                          | Vania King Jelena Kostanić                 | Chan Yung-jan Chuang Chia-jung               | 7-6, 5-7, 6-2                              | details                                    |
| 2007-10-01 | AIG Japan Open                             | Tier III                                   | 175.000                                    | hardcourt, buiten                          | Sun Tiantian Yan Zi                        | Chuang Chia-jung Vania King                  | 1-6, 6-2, [10-6]                           | details                                    |
| 2008-09-29 | AIG Japan Open                             | Tier III                                   | 175.000                                    | hardcourt, buiten                          | Jill Craybas Marina Erakovic               | Ayumi Morita Aiko Nakamura                   | 4-6, 7-5, [10-6]                           | details                                    |
| 2009-10-12 | HP Japan Open (O)                          | International                              | 220.000                                    | hardcourt, buiten                          | Chuang Chia-jung Lisa Raymond              | Chanelle Scheepers Abigail Spears            | 6-2, 6-4                                   | details                                    |
| 2010-10-11 | HP Japan Open (O)                          | International                              | 220.000                                    | hardcourt, buiten                          | Chang Kai-chen Lilia Osterloh              | Shuko Aoyama Rika Fujiwara                   | 6-0, 6-3                                   | details                                    |
| 2011-10-10 | HP Japan Open (O)                          | International                              | 220.000                                    | hardcourt, buiten                          | Kimiko Date-Krumm Zhang Shuai              | Vania King Jaroslava Sjvedova                | 7-5, 3-6, [11-9]                           | details                                    |
| 2012-10-08 | HP Japan Open (O)                          | International                              | 220.000                                    | hardcourt, buiten                          | Raquel Kops-Jones Abigail Spears           | Kimiko Date-Krumm Heather Watson             | 6-1, 6-4                                   | details                                    |
| 2013-10-07 | HP Japan Open (O)                          | International                              | 235.000                                    | hardcourt, buiten                          | Kristina Mladenovic Flavia Pennetta        | Samantha Stosur Zhang Shuai                  | 6-4, 6-3                                   | details                                    |
| 2014-10-06 | Japan Women's Open (O)                     | International                              | 250.000                                    | hardcourt, buiten                          | Shuko Aoyama Renata Voráčová               | Lara Arruabarrena Tatjana Maria              | 6-1, 6-2                                   | details                                    |
| 2015-09-14 | Japan Women's Open                         | International                              | 250.000                                    | hardcourt, buiten                          | Chan Hao-ching Chan Yung-jan               | Misaki Doi Kurumi Nara                       | 6-1, 6-2                                   | details                                    |
| 2016-09-12 | Japan Women's Open                         | International                              | 250.000                                    | hardcourt, buiten                          | Shuko Aoyama Makoto Ninomiya               | Jocelyn Rae Anna Smith                       | 6-3, 6-3                                   | details                                    |
| 2017-09-11 | Japan Women's Open                         | International                              | 250.000                                    | hardcourt, buiten                          | Shuko Aoyama Yang Zhaoxuan                 | Monique Adamczak Storm Sanders               | 6-0, 2-6, [10-5]                           | details                                    |
| 2018-09-10 | Japan Women's Open (H)                     | International                              | 250.000                                    | hardcourt, buiten                          | Eri Hozumi Zhang Shuai                     | Miyu Kato Makoto Ninomiya                    | 6-2, 6-4                                   | details                                    |
| 2019-09-09 | Japan Women's Open (H)                     | International                              | 250.000                                    | hardcourt, buiten                          | Misaki Doi Nao Hibino                      | Christina McHale Valerija Savinych           | 3-6, 6-4, [10-4]                           | details                                    |
| 2020–2022  | toernooi geannuleerd wegens coronapandemie | toernooi geannuleerd wegens coronapandemie | toernooi geannuleerd wegens coronapandemie | toernooi geannuleerd wegens coronapandemie | toernooi geannuleerd wegens coronapandemie | toernooi geannuleerd wegens coronapandemie   | toernooi geannuleerd wegens coronapandemie | toernooi geannuleerd wegens coronapandemie |
| 2023-09-11 | Kinoshita Group Japan Open (O)             | WTA 250                                    | 259.303                                    | hardcourt, buiten                          | Anna-Lena Friedsam Nadija Kitsjenok        | Anna Kalinskaja Joelija Poetintseva          | 7-6, 6-3                                   | details                                    |
| 2024-10-14 | Kinoshita Group Japan Open (O)             | WTA 250                                    | 267.082                                    | hardcourt, buiten                          | Ena Shibahara Laura Siegemund              | Cristina Bucșa Monica Niculescu              | 3-6, 6-2, [10-2]                           | details                                    |

(O) = Osaka; (H) = Hiroshima